# Consistório Ordinário Público de 1985
Anunciado em 24 de abril de 1985, em 25 de maio de 1985 o Papa João Paulo II criou vinte e oito novos cardeais, dos quais vinte e sete eleitores:

## Cardeais Eleitores
| Nº                 | País               | Nome                                 | Idade              | Cargo                                                                                              | Título ou Diaconia                                                              |
| Cardeais eleitores | Cardeais eleitores | Cardeais eleitores                   | Cardeais eleitores | Cardeais eleitores                                                                                 | Cardeais eleitores                                                              |
| ------------------ | ------------------ | ------------------------------------ | ------------------ | -------------------------------------------------------------------------------------------------- | ------------------------------------------------------------------------------- |
| 1                  | Itália             | Luigi Dadaglio †                     | 70                 | pró-Penitenciário-mor                                                                              | Cardeal-diácono de São Pio V na Villa Carpegna                                  |
| 2                  | Índia              | Duraisamy Simon Lourdusamy †         | 61                 | secretário da Congregação para a Evangelização dos Povos                                           | Cardeal-diácono de Nossa Senhora das Graças na Fornaci fuori Porta Cavalleggeri |
| 3                  | Nigéria            | Francis Arinze                       | 52                 | pró-presidente do Secretariado para os não cristãos                                                | Cardeal-diácono de São João da Pinha                                            |
| 4                  | Chile              | Juan Francisco Fresno Larraín †      | 70                 | arcebispo de Santiago do Chile                                                                     | Cardeal-presbítero de Santa Maria Imaculada de Lurdes em Boccea                 |
| 5                  | Itália             | Antonio Innocenti †                  | 69                 | núncio apostólico na Espanha                                                                       | Cardeal-diácono de Santa Maria em Aquiro                                        |
| 6                  | Nicarágua          | Miguel Obando Bravo, S.D.B. †        | 59                 | arcebispo de Manágua                                                                               | Cardeal-presbítero de São João Evangelista em Spinaceto                         |
| 7                  | Alemanha Ocidental | Paul Augustin Mayer, O.S.B. †        | 74                 | pró-prefeito da Congregação para o Culto Divino e Disciplina dos Sacramentos                       | Cardeal-diácono de Santo Anselmo em Aventino                                    |
| 8                  | Espanha            | Angel Suquía Goicoechea †            | 68                 | arcebispo de Madri                                                                                 | Cardeal-presbítero de Grande Mãe de Deus                                        |
| 9                  | Bélgica            | Jean Jérôme Hamer, O.P. †            | 68                 | pró-prefeito da Congregação para a Religiosidade e os Institutos Seculares                         | Cardeal-diácono de São Saba                                                     |
| 10                 | Filipinas          | Ricardo Jamin Vidal †                | 54                 | arcebisoo de Cebu                                                                                  | Cardeal-presbítero de Santos Pedro e Paulo na Via Ostiense                      |
| 11                 | Polónia            | Henryk Roman Gulbinowicz †           | 61                 | arcebispo de Wrocław                                                                               | Cardeal-presbítero de Imaculada Conceição de Maria em Grotarossa                |
| 12                 | Etiópia            | Paulos Tzadua †                      | 63                 | arcebispo de Adis Abeba                                                                            | Cardeal-presbítero de Santíssimo Nome de Maria na Via Latina                    |
| 13                 | Eslováquia         | Jozef Tomko †                        | 61                 | secretário geral do Sínodo dos Bispos                                                              | Cardeal-diácono de Jesus Bom Pastor em Montagnola                               |
| 14                 | Ucrânia            | Myroslav Ivan Ljubačivs'kyj †        | 70                 | arquieparca de Lviv dos Ucranianos                                                                 | Cardeal-presbítero de Santa Sofia na Via Boccea                                 |
| 15                 | Polónia            | Andrzej Maria Deskur †               | 61                 | presidente emérito do Pontifício Conselho para as Comunicações Sociais                             | Cardeal-diácono de São Cesário em Palatio                                       |
| 16                 | França             | Paul Poupard                         | 54                 | pró-presidente do Secretariado dos Não-Crentes                                                     | Cardeal-diácono de Santo Eugênio                                                |
| 17                 | Canadá             | Louis-Albert Vachon †                | 73                 | arcebispo de Québec                                                                                | Cardeal-presbítero de São Paulo da Cruz em “Corviale”                           |
| 18                 | França             | Albert Decourtray †                  | 62                 | arcebispo de Lyon                                                                                  | Cardeal-presbítero de Santíssima Trindade no Monte Pincio                       |
| 19                 | Venezuela          | Rosalio José Castillo Lara, S.D.B. † | 62                 | pró-presidente da Pontifícia Comissão para a interpretação autêntica do Código de Direito Canônico | Cardeal-diácono de Nossa Senhora de Coromoto em San Giovanni di Dio             |
| 20                 | Alemanha Ocidental | Friedrich Wetter                     | 57                 | arcebispo de Munique e Frisinga                                                                    | Cardeal-presbítero de Santo Estêvão no Monte Celio                              |
| 21                 | Itália             | Silvano Piovanelli †                 | 61                 | arcebispo de Firenze                                                                               | Cardeal-presbítero de Nossa Senhora da Graça na Via Trionfale                   |
| 22                 | Países Baixos      | Adrianus Johannes Simonis †          | 53                 | arcebispo de Utrecht                                                                               | Cardeal-presbítero de São Clemente                                              |
| 23                 | Canadá             | Edouard Gagnon, P.S.S. †             | 67                 | pró-presidente do Pontifício Conselho para a Família                                               | Cardeal-diácono de Santa Helena fora da Porta Prenestina                        |
| 24                 | Áustria            | Alfons Maria Stickler, S.D.B. †      | 74                 | pró-bibliotecário da Santa Igreja Romana                                                           | Cardeal-diácono de São Jorge em Velabro                                         |
| 25                 | Estados Unidos     | Bernard Francis Law †                | 53                 | arcebispo de Boston                                                                                | Cardeal-presbítero de Santa Suzana                                              |
| 26                 | Estados Unidos     | John Joseph O'Connor †               | 65                 | arcebispo de New York                                                                              | Cardeal-presbítero de São João e São Paulo                                      |
| 27                 | Itália             | Giacomo Biffi †                      | 56                 | arcebispo de Bolonha                                                                               | Cardeal-presbítero de Santos João Evangelista e Petrônio                        |
| Cardeal Emérito    |                    |                                      |                    | |                                                                                 |
| 28                 | Itália             | Pietro Pavan †                       | 81                 | presbítero da diocese de Treviso                                                                   | Cardeal-diácono de São Francisco de Paula no Monti                              |